# Amarildo de Jesus Santos
Amarildo de Jesus Santos (6 juli 1986) is een voormalig Braziliaans voetballer.

## Carrière
Amarildo speelde tussen 2005 en 2006 voor XV de Jaú en Shonan Bellmare.